# Іриней (Булович)
Ірине́й Бу́лович (серб. Иринеј Буловић, в миру Ми́рко Бу́лович, серб. Мирко Буловић; 11 лютого 1947, Станишич (Сомбор) Сербія) — єпископ  Сербської православної церкви; з 1990 року - єпископ Бацький; з 26 березня 2011 року - адміністратор Австрійсько-Швейцарської єпархії.
Іменини 23 серпня / 5 вересня (святителя  Іринея Ліонського).

## Біографія
Народився 11 лютого 1947 року в родині Михайла і Зорки Булович, в селі Станишич в громаді Сомбор, Сербія.
Навчання в початковій школі завершив у рідному селі, потім був направлений в Сомбор, де і закінчив гімназію в 1965 році.
Потім вступив на  Богословський факультет Сербської Православної Церкви в Белграді, який закінчив у 1969 році.
25 березня 1968 року у час навчання на Богословському факультеті своїм духівником - архімандритом Іустином Челійським був пострижений в чернецтво з іменем Іриней в часть святителя Іринея Ліонського.
11 листопада 1968 року єпископ Расько-Прізренський  Павло Стойчевич (згодом - патріарх) висвятив його у ієродиякона, а 15 листопада - у ієромонаха.
У 1969 році закінчив Богословський факультет Белградського університету.
З 1969 по 1970 роки ієромонах Іриней провів у  Острозькому монастирі, де викладав у чернечій школі.
З 1970 по 1980 рік перебував у Афінах, навчаючись в аспірантурі Богословського факультету Афінського державного університету, де захистив докторську дисертацію.
У 1980-1981 роках викладав у Богословському інституті святого Сергія в Парижі.
У 1981 році обраний доцентом кафедри Священного Писання Нового Завіту на Богословському факультеті Белградського університету, де зберігає за собою цю кафедру і понині у званні  ординарного професора.

## Єпископське служіння
У травні 1989 року рішенням Священного Архієрейського Собору був обраний єпископом Моравицьким, патріаршим  вікарієм. Хіротонія відбулася 20 травня 1990 року.
13 грудня 1990 року був призначений на Бацьку кафедру і висвячений в  Новому Саду 24 грудня того ж року .
Є автором багатьох наукових і популярних праць. Десятм років ніс послух редактора журналу «Православний місіонер» - популярного видання Священного Архієрейського Синоду. Нині є редактором і видає «Бесіди», богословського журналу Бацької єпархії.
Член перекладацької комісії Архієрейського Синоду  Сербської православної церкви; Всеправославної комісії по діалогу з Римо-католицькою церквою; Всеправославної комісії по діалогу з лютеранами; Комісії Священного Архієрейського Синоду Сербської Православної Церкви по діалогу з римо-католицькою Комісією Єпископських Конференцій  Хорватії,  Сербії і  Чорногорії.
Був членом комісії з організації та здійснення релігійної освіти при уряді  Республіки Сербської; Співдружності біблійних богословів Греції; Співдружності літераторів Сербії; Комітету руху за єдність і співпрацю духовно споріднених східнохристиянських народів; Ради релігійних лідерів Європи «Релігія за мир».
З 26 травня 2011 по 23 травня 2014 року тимчасово керував новоствореною Австрійсько-Швейцарською єпархією.
В квітні 2023 у інтерв'ю в сербській телепрограмі "Relativizacija" підтримав російське вторгнення в Україну та переклав вину за початок повномасштабного вторгнення на Захід:

| Ми вважаємо, що правота в цій війні, повністю або майже повністю, на боці Росії, тому що не Росія хотіла війни. Війни хотів і нав'язав її Захід. Ця думка, як я бачу, переважає в православному світі. Це, смію сказати, і моя найчесніша думка. |